# Coleonyx brevis
Coleonyx brevis е вид влечуго от семейство Eublepharidae. Видът не е застрашен от изчезване.

## Разпространение и местообитание
Разпространен е в Мексико и САЩ.
Обитава скалисти райони, гористи местности, пустинни области, планини, възвишения, хълмове, каньони, храсталаци и дюни в райони с умерен климат.

## Описание
Популацията на вида е стабилна.